# Campeonato NORCECA de Voleibol Masculino de 2005
El XIX Campeonato NORCECA de Voleibol Masculino se celebró en la ciudad de Winnipeg, Canadá el 10 al 15 de septiembre de 2005.
Un total de ocho países competirán en este torneo que reparte un boleto al ganador para jugar la Grand Cup Champions de la FIVB. 

## Equipos participantes
| Grupo A        | Grupo B              |
| -------------- | -------------------- |
| Estados Unidos | Cuba                 |
| Puerto Rico    | Canadá               |
| México         | República Dominicana |
| Barbados       | Panamá               |

## Procedimiento de desempate
1. Número de partidos ganados
2. Puntos de partido
3. Proporción de puntos
4. Proporción de sets
5. Resultado del último partido entre los equipos empatados

- 2 puntos de partido para el ganador, 1 punto de partido para el perdedor.

## Ronda preliminar
- Del 10 al 12 de septiembre
- Sede:  MTS Centre
- Todos los horarios corresponden a la hora de Winnipeg, Canadá ( UTC-06:00 )

|  | Calificados para Semifinales      |
|  | Calificados para cuartos de final |

### Grupo A
|     |                | Partidos | Partidos | Partidos |     | Sets | Sets | Sets  | Puntos | Puntos | Puntos |
| Pos | Equipo         | PJ       | PG       | PP       | Pts | SG   | SP   | Ratio | PG     | PP     | Ratio  |
| --- | -------------- | -------- | -------- | -------- | --- | ---- | ---- | ----- | ------ | ------ | ------ |
| 1.º | Estados Unidos | 3        | 3        | 0        | 6   | 9    | 0    | MAX   | 225    | 122    | 1.844  |
| 2.º | Puerto Rico    | 3        | 2        | 1        | 5   | 6    | 4    | 1.500 | 221    | 233    | 0.948  |
| 3º  | México         | 3        | 1        | 2        | 4   | 4    | 6    | 0.666 | 213    | 227    | 0.938  |
| 4º  | Barbados       | 3        | 0        | 3        | 3   | 0    | 9    | 0.000 | 148    | 225    | 0.657  |

| Fecha            | Hora  | Equipo 1       | Sets  | Equipo 2       | Set 1 | Set 2 | Set 3 | Set 4 | Set 5 | Total  |
| ---------------- | ----- | -------------- | ----- | -------------- | ----- | ----- | ----- | ----- | ----- | ------ |
| 10 de septiembre | 13:00 | Puerto Rico    | 3 : 0 | Barbados       | 25-20 | 25-23 | 25-18 |       |       | 75-61  |
| 10 de septiembre | 18:00 | México         | 0 : 3 | Estados Unidos | 14-25 | 9-25  | 6-25  |       |       | 29-75  |
| 11 de septiembre | 13:00 | Puerto Rico    | 3 : 1 | México         | 27-25 | 26-24 | 18-25 | 25-23 |       | 103-97 |
| 11 de septiembre | 20:00 | Estados Unidos | 3 : 0 | Barbados       | 25-11 | 25-12 | 25-8  |       |       | 75-32  |
| 12 de septiembre | 15:00 | Estados Unidos | 3 : 0 | Puerto Rico    | 25-16 | 25-16 | 25-18 |       |       | 75-50  |
| 12 de septiembre | 18:00 | México         | 3 : 0 | Barbados       | 25-17 | 25-21 | 25-18 |       |       | 75-56  |

### Grupo B
|     |                      | Partidos | Partidos | Partidos |     | Sets | Sets | Sets  | Puntos | Puntos | Puntos |
| Pos | Equipo               | PJ       | PG       | PP       | Pts | SG   | SP   | Ratio | PG     | PP     | Ratio  |
| --- | -------------------- | -------- | -------- | -------- | --- | ---- | ---- | ----- | ------ | ------ | ------ |
| 1.º | Cuba                 | 3        | 3        | 0        | 6   | 9    | 2    | 4.500 | 250    | 202    | 1.237  |
| 2.º | República Dominicana | 3        | 2        | 1        | 5   | 8    | 5    | 1.600 | 291    | 255    | 1.141  |
| 3.º | Canadá               | 3        | 1        | 2        | 4   | 5    | 6    | 0.833 | 254    | 245    | 1.036  |
| 4.º | Panamá               | 3        | 0        | 3        | 3   | 0    | 9    | 0.000 | 132    | 225    | 0.586  |

| Fecha            | Hora  | Equipo 1 | Sets  | Equipo 2             | Set 1 | Set 2 | Set 3 | Set 4 | Set 5 | Total   |
| ---------------- | ----- | -------- | ----- | -------------------- | ----- | ----- | ----- | ----- | ----- | ------- |
| 10 de septiembre | 15:00 | Cuba     | 3 : 2 | República Dominicana | 25-18 | 18-25 | 25-20 | 17-25 | 15-10 | 100-98  |
| 10 de septiembre | 20:00 | Panamá   | 0 : 3 | Canadá               | 12-25 | 22-25 | 18-25 |       |       | 52-75   |
| 11 de septiembre | 15:00 | Canadá   | 2 : 3 | República Dominicana | 25-19 | 19-25 | 31-29 | 24-26 | 17-19 | 116-118 |
| 11 de septiembre | 18:00 | Cuba     | 3 : 0 | Panamá               | 25-16 | 25-15 | 25-10 |       |       | 75-41   |
| 12 de septiembre | 13:00 | Panamá   | 0 : 3 | República Dominicana | 13-25 | 17-25 | 9-25  |       |       | 39-75   |
| 12 de septiembre | 20:00 | Cuba     | 3 : 0 | Canadá               | 25-22 | 25-23 | 25-18 |       |       | 75-63   |

## Ronda final
- Del 13 al 15 de septiembre
- Sede:  MTS Centre
- Todos los horarios corresponden a la hora de Winnipeg, Canadá ( UTC-06:00 )

|  |                                |                                |                                |  |  | Cuartos de final 13 de septiembre | Cuartos de final 13 de septiembre | Cuartos de final 13 de septiembre |  |  | Semifinales 14 de septiembre | Semifinales 14 de septiembre | Semifinales 14 de septiembre |  |  | Final 15 de septiembre         | Final 15 de septiembre         | Final 15 de septiembre         |
|  |                                |                                |                                |  |  |                                   |                                   |                                   |  |  |                              |                              |                              |  |  |                                |                                |                                |
|  |                                |                                |                                |  |  |                                   |                                   |                                   |  |  | 1A                           | Estados Unidos               | 3                            |  |  |                                |                                |                                |
|  | Quinto puesto 14 de septiembre | Quinto puesto 14 de septiembre | Quinto puesto 14 de septiembre |  |  | 2B                                | República Dominicana              | 3                                 |  |  | 2B                           | República Dominicana         | 0                            |  |  |                                |                                |                                |
|  |                                |                                |                                |  |  | 3A                                | México                            | 1                                 |  |  |                              |                              |                              |  |  | 1A                             | Estados Unidos                 | 3                              |
|  | 3A                             | México                         | 0                              |  |  |                                   |                                   |                                   |  |  |                              |                              |                              |  |  | 1B                             | Cuba                           | 1                              |
|  | 2A                             | República Dominicana           | 3                              |  |  |                                   |                                   |                                   |  |  | 1B                           | Cuba                         | 3                            |  |  |                                |                                |                                |
|  |                                |                                |                                |  |  | 2A                                | Puerto Rico                       | 0                                 |  |  | 3B                           | Canadá                       | 0                            |  |  | Tercer puesto 15 de septiembre | Tercer puesto 15 de septiembre | Tercer puesto 15 de septiembre |
|  |                                |                                |                                |  |  | 3B                                | Canadá                            | 3                                 |  |  |                              |                              |                              |  |  |                                |                                |                                |
|  |                                |                                |                                |  |  |                                   |                                   |                                   |  |  |                              |                              |                              |  |  | 2B                             | República Dominicana           | 0                              |
|  |                                |                                |                                |  |  |                                   |                                   |                                   |  |  |                              |                              |                              |  |  | 3B                             | Canadá                         | 3                              |

### Séptimo puesto
| Fecha            | Hora  | Equipo 1 | Sets  | Equipo 2 | Set 1 | Set 2 | Set 3 | Set 4 | Set 5 | Total |
| ---------------- | ----- | -------- | ----- | -------- | ----- | ----- | ----- | ----- | ----- | ----- |
| 13 de septiembre | 15:00 | Panamá   | 3 : 0 | Barbados | 25-18 | 30-28 | 25-21 |       |       | 80-67 |

### Cuartos de final
| Fecha            | Hora  | Equipo 1             | Sets  | Equipo 2 | Set 1 | Set 2 | Set 3 | Set 4 | Set 5 | Total |
| ---------------- | ----- | -------------------- | ----- | -------- | ----- | ----- | ----- | ----- | ----- | ----- |
| 13 de septiembre | 18:00 | República Dominicana | 3 : 1 | México   | 25-22 | 21-25 | 28-26 | 25-23 |       | 99-96 |
| 13 de septiembre | 20:00 | Puerto Rico          | 0 : 3 | Canadá   | 15-25 | 20-25 | 14-25 |       |       | 49-75 |

### Quinto puesto
| Fecha            | Hora  | Equipo 1 | Sets  | Equipo 2    | Set 1 | Set 2 | Set 3 | Set 4 | Set 5 | Total |
| ---------------- | ----- | -------- | ----- | ----------- | ----- | ----- | ----- | ----- | ----- | ----- |
| 14 de septiembre | 15:00 | México   | 0 : 3 | Puerto Rico | 21-25 | 22-25 | 19-25 |       |       | 62-75 |

### Semifinales
| Fecha            | Hora  | Equipo 1       | Sets  | Equipo 2             | Set 1 | Set 2 | Set 3 | Set 4 | Set 5 | Total |
| ---------------- | ----- | -------------- | ----- | -------------------- | ----- | ----- | ----- | ----- | ----- | ----- |
| 14 de septiembre | 18:00 | Estados Unidos | 3 : 0 | República Dominicana | 25-13 | 25-17 | 25-15 |       |       | 75-45 |
| 14 de septiembre | 20:00 | Cuba           | 3 : 0 | Canadá               | 25-20 | 25-20 | 25-22 |       |       | 75-62 |

### Tercer puesto
| Fecha            | Hora  | Equipo 1             | Sets  | Equipo 2 | Set 1 | Set 2 | Set 3 | Set 4 | Set 5 | Total |
| ---------------- | ----- | -------------------- | ----- | -------- | ----- | ----- | ----- | ----- | ----- | ----- |
| 15 de septiembre | 18:00 | República Dominicana | 0 : 3 | Canadá   | 22-25 | 19-25 | 13-25 |       |       | 54-75 |

### Final
| Fecha            | Hora  | Equipo 1       | Sets  | Equipo 2 | Set 1 | Set 2 | Set 3 | Set 4 | Set 5 | Total  |
| ---------------- | ----- | -------------- | ----- | -------- | ----- | ----- | ----- | ----- | ----- | ------ |
| 15 de septiembre | 20:00 | Estados Unidos | 3 : 1 | Cuba     | 25-22 | 25-27 | 25-23 | 25-22 |       | 100-94 |

## Posiciones finales
| Pos.              | Equipo               |
| ----------------- | -------------------- |
| Medalla de oro    | Estados Unidos       |
| Medalla de plata  | Cuba                 |
| Medalla de bronce | Canadá               |
| 4                 | República Dominicana |
| 5                 | Puerto Rico          |
| 6                 | México               |
| 7                 | Panamá               |
| 8                 | Barbados             |

| \| \| \| \| \| Campeón Estados Unidos [1] 6.º título \| Plantel: 2 Pieter Olree, 3 James Andrew Polster, 4 Christopher Tamas, 5 Richard Edward Lambourne, 6 Phillip Daniel Eatherton, 7 Donald Suxho, 9 Ryan Madsen Millar, 10 Riley Salmon, 11 Brook Michael Billings, 12 Thomas John Hoff , 13 Clayton Iona Stanley, 16 David McKienzie. Entrenador: Hugh Donald McCutcheon |
| |
| |
| Campeón Estados Unidos 6.º título |

|                                   |
|                                   |
| Campeón Estados Unidos 6.º título |

## Distinciones individuales
| Categoría                 | Ganadora                               |
| ------------------------- | -------------------------------------- |
| Jugador Más Valioso (MVP) | Raydel Poey Romero                     |
| Mejor colocador / armador | Scott Koskie                           |
| Mejor líbero              | Amaury Eduardo Martínez Aguilera       |
| Mayor anotador            | Elvis Dalsires Contreras de los Santos |
| Mejor atacante            | José Miguel Cáceres Gómez              |
| Mejor bloqueador          | Ryan Madsen Millar                     |
| Mejor servidor            | Donald Suxho                           |
| Mejor defensor            | Amaury Eduardo Martínez Aguilera       |
| Mejor receptor            | Domingo Ávila                          |